# São Raimundo Esporte Clube (Roraima)
Para otros clubes de nombre similar véase São Raimundo Esporte Clube
El São Raimundo Esporte Clube es un club de futbol profesional brasileño de fútbol de la ciudad de Boa Vista, capital del estado brasileño de Roraima. El equipo manda sus partidos en el Estadio Ribeirão, con capacidad para 3.000 aficionados.
Los colores del uniforme principal del "Mundão" (como el club es apodado) son el azul marino y blanco.

## Palmarés

### Estatales
- Campeonato Roraimense: 14

(1977, 1992, 2004, 2005, 2012, 2014, 2016, 2017, 2018, 2019, 2020, 2021, 2022, 2023)
- Torneo de Mucajaí: 1 (2008)

### Categorías menores
- Campeonato Roraimense Sub-20: 2005, 2013.

## Desempeño en competiciones

### Campeonato Roraimense
| Año  | Posición |
| ---- | -------- |
| 1997 | 2.º      |
| 1998 | 3.º      |
| 2000 | 4.º      |
| 2001 | 7.º      |
| 2002 | 4.º      |
| 2003 | 2.º      |
| 2004 | campeón  |
| 2005 | campeón  |
| 2006 | 2.º      |
| 2007 | 3.º      |
| 2008 | 5.º      |
| 2009 | 2.º      |
| 2010 | 2.º      |
| 2011 | 2º       |
| 2012 | campeón  |
| 2013 | 2.º      |
| 2014 | campeón  |
| 2015 | 2.º      |
| 2016 | campeón  |
| 2017 | campeón  |
| 2018 | campeón  |
| 2019 | campeón  |
| 2020 | campeón  |
| 2021 | campeón  |
| 2022 | campeón  |
| 2023 | campeón  |
| 2024 | 2.º      |
| 2025 | 4.º      |

### Copa de Brasil
| Año  | Posición |
| ---- | -------- |
| 2005 | 57.º     |
| 2013 | 73.º     |
| 2015 | 69.º     |
| 2017 | 52.º     |
| 2018 | 73.º     |
| 2019 | 61.º     |
| 2020 | 53.º     |
| 2021 | 53.º     |
| 2022 | 87.º     |
| 2023 | 42.º     |
| 2024 | 64.º     |

### Copa Norte
| Año  | Posición |
| ---- | -------- |
| 1998 | 8.º      |

### Torneio Integração da Amazônia
| Año  | Posición |
| ---- | -------- |
| 1978 | 6.º      |
| 1982 | ?        |
| 1989 | ?        |

### Serie C
| Año  | Posición |
| ---- | -------- |
| 2005 | 59.º     |
| 2006 | 51.º     |
| 2007 | 56.º     |

### Serie D
| Año  | Posición |
| ---- | -------- |
| 2014 | 32.º     |
| 2017 | 57.º     |
| 2018 | 38.º     |
| 2019 | 22.º     |
| 2020 | 34.º     |
| 2021 | 18.º     |
| 2022 | 23.º     |
| 2023 | 41.º     |
| 2024 | 43.º     |

### Copa Verde
| Año  | Posición |
| ---- | -------- |
| 2015 | 16.º     |
| 2017 | 12.º     |
| 2018 | 14.º     |
| 2019 | 23.º     |
| 2020 | 17.º     |
| 2021 | 15º      |
| 2022 | 11.º     |
| 2023 | 6.º      |
| 2024 | 17.º     |
| 2025 | 3.º      |